# راجا لات
راجا لات (به انگلیسی: Raja Laut) یک کشتی است که طول آن ۳۱ متر (۱۰۲ فوت) می‌باشد.